# Lobulogobius omanensis
Lobulogobius omanensis é uma espécie de peixe da família Gobiidae e da ordem Perciformes.

## Morfologia
- Os machos podem atingir 5 cm de comprimento total.
- Barbatana caudal arredondada.[5][6]

## Habitat
É um peixe marítimo, de clima tropical e demersal que vive entre 35–45 m de profundidade.

## Distribuição geográfica
É encontrado no Golfo de Adem, no Golfo de Omã, Austrália e Vietname.

## Observações
É inofensivo para os humanos.